# Скопско земетресение (1963)
 Тази статия е за земетресението от 1963 г..  За това от 1555 г. вижте Скопско земетресение (1555).  За това от 518 г. вижте Скупско земетресение.
Скопското земетресение (на македонска литературна норма: Скопски земјотрес) е земетресение със сила 9-а степен по скалата на Меркали-Канкани-Зиберг (6,9-а степен по скалата на Рихтер), което се случва на 26 юли 1963 година в 05 часа и 17 минути (местно време) в град Скопие. Последват по-малки вторични земетресения до 5 часа и 43 минути. Земетресението е усетено на площ от около 50 хил. км2 предимно в долината на река Вардар. В резултат на бедствието са разрушени около 15 800 сгради (домове и обществени постройки) и още 28 000 други увредени. Над 200 000 души остават без покрив над главата. Под отломките намират смъртта си 1070 души, други над 4000 са ранени.

## Възстановяване
След земетресението градът започва да се възстановява по планове на архитектите Кензо Танге и Адолф Чиборовски. Старата железопътна гара, днес е запазена в полуразрушения си вид от земетресението и е символ на голямото бедствие. Там е настанен Музеят на град Скопие. Часовникът на гарата спира в часа на труса и днес продължава да показва фаталните 5 часа и 17 минути сутринта.
Няколко дена след земетресението започват да пристига помощ и спасителни екипи от цял свят. 87 държави от цял свят, сред които и България, изпращат помощ на Скопие, за да се възстанови градът.

## Скопските земетресения
В своята дълга история Скопие многократно е разрушаван и отново възстановяван. И днес между селата Злокукяни и Бардовци могат да бъдат видени останките на античния град Скупи, главен град на областта Дардания. Този римски град през 518 г. е напълно разрушен от земетресение. Тогава в цялата област Дардания са съборени 24 градски твърдини (крепости). Предполага се, че силата на това земетресение е била между 10 – 11 степен по скалата на Меркали-Канкани-Зиберг. Силата на труса била толкова силна, че се появяват пукнатини в земната повърхност. Катастрофалното земетресение е причината Скопие да бъде изместено на днешното си място.
На новото си местоположение градът е разлюлян отново от силно земетресение през 1555 г. Неговата сила се предполага, че също е около 10 степен по скалата Меркали-Канкани-Зиберг, а това довежда до второ пълно разрушение на града.

## Галерия
- Епицентър на заметресението
- Шуто Оризари с новите сгради, дарени от САЩ
- Разчистване на останките от Народния театър в Скопие
- Изрезки от вестници: Помогнете на гражданите на Скопие от Розендал, Холандия, 8 август 1963
- Разрушената сграда на Югобанка в Скопие